# جوردانا بروستر
جوردانا بروستر (بالإنجليزية: Jordana Brewster)‏ ممثلة أمريكية من مواليد 26 أبريل 1980.

## مواقع خارجية
- جوردانا بروستر على موقع IMDb (الإنجليزية)
- جوردانا بروستر على موقع ميتاكريتيك (الإنجليزية)
- جوردانا بروستر على موقع روتن توميتوز (الإنجليزية)
- جوردانا بروستر على موقع قاعدة بيانات الأفلام العربية
- جوردانا بروستر على موقع ألو سيني (الفرنسية)
- جوردانا بروستر على موقع تيرنر كلاسيك موفيز (الإنجليزية)
- جوردانا بروستر على موقع أول موفي (الإنجليزية)
- جوردانا بروستر على موقع بوكس أوفيس موجو (الإنجليزية)
- جوردانا بروستر على موقع قاعدة بيانات الأفلام السويدية (السويدية)
- جوردانا بروستر على موقع إن إن دي بي (الإنجليزية)